# 楊柏因
楊柏因（英語：Bo-Yin Yang；1969年2月14日—），台灣密碼學家、中研院資訊科學研究所特聘研究員 （页面存档备份，存于），國立臺灣大學電機系兼任教授 （页面存档备份，存于）。他的研究領域為密碼學實作、代數密碼分析、后量子密码学。

## 早期生活和教育
楊柏因出生於美國紐澤西州普林斯頓。他的父親楊維哲是台灣大學數學系教授，以其獨特的教學風格和對教育的熱忱而聞名。 楊柏因在臺灣接受教育，展現出卓越的數理天賦。他在國中二年級（8年級）時在教育部長朱匯森的特准下，跳級至師大附中，高中二年級再跳級進入國立臺灣大學物理學系，並於1987年以18歲之齡畢業，成為當時台灣最年輕的大學畢業生與首位「三級跳」的資優生。這一案例引發社會對資優教育的廣泛討論，促成《特殊教育法》的制定，為資優生提供更完善的教育制度。大學畢業後，楊柏因赴美國麻省理工学院深造，於1991年取得应用数学博士學位。

## 職涯
1992年，楊柏因自麻省理工學院博士畢業後，返台任教於淡江大學數學系，期間長達14年（1992–2006）。起初他專注於組合數學，2002年起轉向密碼學研究。
2006年，楊柏因轉任中央研究院資訊科學研究所副研究員，2011年升任研究員，並於2024年獲聘為特聘研究員。在此期間，他的研究團隊重點放在后量子密码学與密碼實作優化等議題。

## 學術成就
楊柏因的研究涵蓋密碼學實作與后量子密码学兩大領域，主要是其工程實踐與數學創新。他在演算法設計、密碼元件形式驗證、多變量密碼學等方面皆有其影響。
他最為人所知的是在2011年與丹尼尔·J·伯恩斯坦等學者，共同提出了Ed25519數位簽章方案，該方案後來被標準化為FIPS 186-5。另一個有名的研究是2019年提出，用於安全模乘反運算的Bernstein-Yang演算法。他的團隊還提出了有號Barrett模乘法，這是實現晶格密碼學（如Kyber (ML-KEM)和Dilithium (ML-DSA)）的當前最先進技術，並且是第一個形式驗證此類實作的團隊（2022年）。
Ed25519
2011年，Daniel Julius Bernstein、Niels Duif、Tanja Lange、Peter Schwabe與楊柏因共同提出的Ed25519數位簽章方案，其設計基於原理成熟的Schnorr簽章系統，不但在效能上優於ECDSA。Ed25519更可視為一部工程設計的典範，其各組成元素緊密配合，展現出極高的一致性與效率。
自史諾登事件揭露後，Ed25519開始受到廣泛重視，並逐步成為國際標準，最終被TLS及Google等主流系統採用。美國國家標準技術研究所（NIST）最終於《FIPS 186-5》中正式納入Ed25519為標準演算法。現今，Ed25519每日保護數百萬次連線與數十億美元的电子商务交易。當前運行最快的25519模反元素演算法，亦由楊柏因所優化設計。
二次方程式求解與多變量密碼分析
楊柏因早期投入二次方程式求解的研究，並在密碼學界率先將生成函數希爾伯特級數引入渐近分析中。透過此方法，他推導出在處理隨機二次系統時，搭配XL演算法（Extended Linearization）的稀疏求解器（sparse solvers），在漸近效率上將優於結構化較強的格勒布納基底方法。此外，他證明智慧枚舉法可行，而他的團隊不僅用實作驗證，並在相當大的問題規模下，效能超越傳統格勒布納基底]，曾連續數年蟬聯多變量二次方程式（multivariate quadratic, MQ）挑戰賽的最佳成績。楊柏因亦為多變量密碼學領域知名倡議者之一，亦為不平衡油醋系統，UOV團隊的核心成員。
safegcd
雖然欧几里得算法自古即為人所知，但古希腊人當然無法意識到演算法執行時間的一致性（time-constancy）問題。直到2019年，才有快速且具常數時間特性的版本問世。由Daniel J. Bernstein與楊柏因共同提出的模反元素演算法safegcd，已被應用於Bitcoin Core及其他主流区块链軟體中，守護著價值數兆美元的比特幣資產。同樣地，safegcd也被納入OpenSSH所使用的NTRU Prime實作中。此外，該演算法甚至已有形式化驗證（formally verified）的版本實作。
密碼演算法正確性驗證
楊柏因參與數項高可靠度密碼軟體開發重要里程碑，並針對密碼實作在處理指令序列提供精闢深刻的見解。這些重要里程碑包括2014年首次針對關鍵大數運算子程式（x25519）進行形式化驗證；2017年首次實現半自動化的大數運算子程式驗證；以及2022年首次針對關鍵後量子密碼組件數論轉換進行驗證工作。這些研究多和王柏堯，蔡明憲等學者合作。
後量子密碼學實作
楊柏因以在后量子密码学中應用快速傅立葉轉換（FFT）方面的專業知識而知名。他的研究團隊開發了多項後量子密碼學演算法的高度優化低階實作，其中若干仍為現今業界的先進技術，並已有部分通過形式化驗證。在其研究〈Neon NTT〉中，楊證明了有號Barrett模乘法的正確性，此方法現已成為在高效能ARM架構上實作數論轉換的標準技術。

## 推動臺灣密碼學研究國際能見度
楊柏因曾擔任多場國際密碼學研討會的主辦或大會主席，包括：
- 第19屆國際密碼學硬體與嵌入式系統會議 （页面存档备份，存于）（CHES 2017）
- 第12屆量子密碼學國際會議 （页面存档备份，存于）（QCrypt 2022）
- 第28屆亞洲密碼學大會 （页面存档备份，存于）（Asiacrypt 2022）
- 第21屆密碼學理論會議 （页面存档备份，存于）（TCC 2023）
- 第16屆後量子密碼學國際研討會 （页面存档备份，存于）（PQCrypto 2025）

他亦規劃於2026年在台北主辦第15屆實務密碼學研討會（Real World Crypto 2026）。
此外，楊柏因現任國際密碼學研究學會（IACR）普選理事，並擔任Asiacrypt 2025議程委員會共同主席。過去也曾擔任以下會議的議程主席或共同主席：
- PQCrypto 2011
- PKC 2016 （页面存档备份，存于）
- CHES 2024 （页面存档备份，存于）

他亦積極參與國內資安政策推動，主張政府應加大投入並延攬頂尖人才，以因應量子计算机對現有加密系統的潛在威脅。他強調，若由公部門提供合適的加密公用程式，將有助於整體社會降低導入后量子密码学的成本。

## 專業榮譽
- 2025年當選國際密碼學研究學會會士[16]，表彰其對公鑰密碼學的貢獻。
- 2024年獲得國家科學及技術委員會頒發之傑出研究獎，以表彰其於密碼學領域的研究成果。[17]

## 外部連結
- 楊柏因教授中央研究院個人網頁 （页面存档备份，存于）
- 楊柏因 Google 學術頁面